# Георги Стоянов (артист)
Вижте пояснителната страница за други личности с името Георги Стоянов.
Георги Костов Стоянов (1869 – 20 януари 1954) е български театрален артист.

## Биография
Роден е във Варна през 1869 г. Завършва първоначалното си образование във Варна, завършва гимназия в Разград, след което постъпва във Военното училище. Скоро след това напуска и става учител.
През 1892 г. постъпва във Варненския театър, а в началото на 1895 г. – в „Сълза и смях“. Играе на сцената на Народния театър от основаването му до пенсионирането си през 1926 г.
Почива на 20 януари 1954 г.

## Отличия и награди
- Удостоен е със званието „Заслужил артист на републиката“;
- Орден „За гражданска заслуга“, Дамски кръст, III степен.[3]